# 제2언어 습득
제2언어 습득(Second-language acquisition, SLA)은 사람들이 제2언어를 배우는 과정이다. 제2언어 습득은 또한 그 과정을 연구하는 데 전념하는 과학 분야이기도 하다. 제2언어 습득 분야는 일부 사람들에 의해 응용언어학의 하위 분야로 간주되지만 심리학 및 교육과 같은 다양한 다른 분야에서도 연구 관심을 받고 있다.
SLA 연구의 중심 주제는 인터랭귀지이다. 즉, 학습자가 사용하는 언어는 단순히 이미 알고 있는 언어와 배우고 있는 언어 간의 차이의 결과가 아니라 그 자체로 완전한 언어 시스템이라는 생각이다. 자체적인 체계적인 규칙이 있다. 이 인터랭귀지는 학습자가 목표 언어에 노출됨에 따라 점차적으로 발전한다. 학습자가 새로운 언어의 특징을 습득하는 순서는 다른 모국어를 사용하는 학습자의 경우에도 언어 교육을 받았는지 여부에 관계없이 놀라울 정도로 일정하게 유지된다. 그러나 학습자가 이미 알고 있는 언어는 새로운 언어를 학습하는 과정에 중요한 영향을 미칠 수 있다. 이러한 영향을 언어 전이(language transfer)라고 한다.

## 같이 보기
- 국제어
- 언어습득
- 심리언어학
- 사회언어학